# Okřešice
Okřešice är en ort i Tjeckien.   Den ligger i regionen Vysočina, i den centrala delen av landet, 140 km sydost om huvudstaden Prag. Okřešice ligger 515 meter över havet och antalet invånare är 164.
Terrängen runt Okřešice är platt åt nordost, men åt sydväst är den kuperad.Runt Okřešice är det tätbefolkat, med 276 invånare per kvadratkilometer. Närmaste större samhälle är Třebíč, 5,4 km söder om Okřešice. Omgivningarna runt Okřešice är en mosaik av jordbruksmark och naturlig växtlighet.